# Recinte emmurallat d'Alzira
El Recinte emmurallat, del municipi d'Alzira, a la comarca de la Ribera Alta, a la Província de València, és un conjunt històric considerat com bé d'interès cultural. Envoltaven el nucli antic de la població, però en romanen només uns trams amb restes de muralles i torrasses, encara que el traçat original pot localitzar-se mitjançant plans viaris de 1864 i 1870.
Davant la bifurcació dels camins que condueixen a Algemesí i Alberic s'alçaven les fortificacions defensives del pont de la Calçada o de Sant Gregori, que permetia l'accés a la fortalesa Castellet de Sant Pere i a la població. Per l'esquerra aconseguia l'eixida del Carrer Salineries amb mur i set torrasses. D'allí al carrer D. Bernardo, amb quatre torrasses. Passat el carrer de Carnissers s'arriba al carrer Major i les obres defensives del pont del Raval (Sant Agustí-Sant Bernat). D'aquest tram subsistixen dos torrasses embeguts en habitatges i a la Ronda amb un tram de muralla, merlets i anador que dona al carrer Major Santa Maria. Des del pont i paral·lelament al carrer de la Llotja (actual Faustino Blasco) s'arriba a la plaça de l'antic mercat, on es va urbanitzar l'espai i recuperar un tram de muralla amb tres torrasses i un camí de ronda interior. Fins a la riuada de 1982 subsistien dues torrasses. A partir del carrer Saludador es manté el major sector pervivent de muralla amb vuit torrasses. La construcció amb pedra de paredar de cudols data dels primers segles islàmics. Malgrat el terraplenament actual, presenten una alçada les torres de 7-10 metres i 6 metres per a la muralla,amb un gruix d'1,20 metres. La muralla es perd a l'altura de la casa quarter de la Guàrdia Civil. Hi existeix un tram de mur soterrat, que s'uneix al costat de l'obra de l'església de Santa Maria amb el «Castellet de Sant Pere».
La muralla va prestar refugi als habitants de la vila en accions bèl·liques (Alfons el Batallador, Cid Campeador, almohades, Rei En Jaume, comunitats, Germanies i conteses civils) i enfront dels desbordaments del riu. Va perdre el paper defensi i al llarg de segle xix és va autoritzar de construir 'habitatges sobre els merlets. Aquest ocàs vaculminar el 1899 amb l'acord d'enderrocament per propiciar els eixamples.
A mitjan 2024 van començar les obres de restauració d'un tram de cent metres des del carrer Saludador fins la Casa Reial de Jaume I. Era la fi d'un llarg període de negligència i desinterés de la població.